# Герман Капуански
Герман Капуански (умро 541.) је био епископ града Капуе око 519. године до своје смрти. Он је одиграо велику улогу у окончању Акакијовог раскола, првог великог раскола који је поделио хришћанску цркву између истока и запада.
После смрти, поштован је као светац. Његов празник је 30. октобар у Римском мартирологију.

## Живот

### Рани живот и избор за епископа
О Германовом животу пре него што је постао епископ ништа се са сигурношћу не зна. Једини извор који пружа информације о овом периоду је житије написана у 9. веку. У њему је забележено име његовог оца као Амантије, а име његове мајке као Јулиана. Рођен је у Капуи 470-их година. После очеве смрти, продао је наследство уз благослов мајке да би се посветио подвижничком животу. Када су га после смрти епископа Александра Капуанци изабрали за свог епископа, Герман је прво одбио ту част, и са напаором су су успели да га убеде да прихвати. Овај извештај о његовом раном животу не може се поткрепити другим изворима.

### Мисија на Истоку 519–520
У време његовог избора, Капуа је била у оквиру Остроготског краљевства. Убрзо након свог избора, постао је члан посланства које је папа Хормизд послао на двор цара Јустина у Цариград, чија је сврха била преговарање о окончању Акакијевог раскола између западне и источне цркве. Посланство су чинили Герман, александријски ђакон Диоскоа, епископа по имену Јован, римски ђакон по имену Феликс, римског свештеник по имену Бланд и бележника по имену Петар. Окупили су се у Риму између јануара и марта 519. године.
Мисија из 519. била је трећа таква папска иницијатива од почетка раскола 482. Она од 496–497 такође је укључивала епископа по имену Герман, који је у раној науци често поистовећиван са Германом из 519. Међутим, показало се да то су били различити људи. Легат 496. био је Герман од Пезара. Иако претходне две мисије нису дале никакве резултате, она од 519 се одвијала у повољним околностима. Имао је подршку остроготског краља Теодериха и новог цара и патријарха у Цариграду Јустина и Јована Кападокијског. У писму Јустиновом нећаку, грофу Јустинијану, папа Хормизд прецизира да су чланови његове мисије одабрани због њихових „врлина“.
Германов итинерар на његовом посланству познат је првенствено из разних писама. Прешли су Јадран до Аулона, а затим прошли кроз Лихнид на путу за Солун, где је Герман служио литургију. Јустинијан их је дочекао десет миља изван Цариграда. Према писму Германа папи Хормизду од 22. априла 519. године, становништво града их је дочекало са клицањем. Састали су се са царем и посебно са Сенатом у понедељак Страсне недеље (24–31. марта). У четвртак су се састали са царем, Сенатом и патријархом у палати како би им представили документ који им је папа поверио и у којем су наведени услови за излечење раскола. Услови су прихваћени. Герман и његове колеге остали су на истоку још годину дана обезбеђујући прихватање измирења изван Цариграда. Цар је 9. јула 520. писао папи Хормизду да похвали своје легате. Герману се приписују заслуге за спретно вођење теопаскитске контроверзе, израчунавање датума Васкрса и реинтеграцију епископа које је збацио цар Анастасије.

### Каснија каријера, смрт и поштовање
Мало се зна о Германовом понтификату након завршетка његове успешне мисије на истоку. Према Хроници Салернитанума из 10. века, Герман је променио посвету Константинове базилике Капуе од апостола до светих Стефана и Агате пошто је тамо положио неке од њихових моштију које је добио као награду од самог цара. Према његовој биографији из 8. или 9. века, епископ Сабин из Канозе био је Германов познаник. Обојица су ишла у папске мисије да се боре против монофизитства у источним црквама, Сабин 536. Сабин је такође био близак Бенедикту из Нурсије. Папа Гргур Велики у својим Дијалозима помиње како је Бенедикт, молећи се на врху Монте Касина, имао визију Германове душе у облику ватрене лопте коју су анђели носили на небо. Касније је сазнао да се ова визија поклопила са Германовом смрћу.
Смрт Германа може се ставити на почетак 541. године због натписа који даје почетак понтификата његовог наследника Виктора те године. После његове смрти, Герман је био поштован као светац у јужној Италији током раног средњег века. У својим Дијалозима, Григорије Велики моли Германа да заступа душу ђакона по имену Пасхасије у Чистилишту. Када је гроф Ландо од Капуе преселио град Капуу 849. године, Германово тело је премештено заједно са њим. 